# مبادئ الأمم المتحدة التوجيهية لحماية المستهلك
تمثل مبادئ الأمم المتحدة التوجيهية لحماية المستهلك مجموعة قيمة من المبادئ التي تبين الخصائص الرئيسية  للتشريع الفعال لحماية المستهلك ولمؤسسات الإنفاذ ولمساعدة الدول الأعضاء المهتمة في صياغة وإنفاذ القوانين المحلية والإقليمية والقواعد واللوائح التي تناسب ظروفها الاقتصادية والاجتماعية والبيئية، فضلًا عن تعزيز التعاون  في مجال الإنفاذ على الصعيد الدولى بين الدول الأعضاء وتشجيع تبادل الخبرات في مجال حماية المستهلك.
وكانت الجمعية العامة قد اعتمدتها لأول مرة بموجب قرارها 39/248 المؤرخ  16 أبريل عام 1985 ؛ ثم  وَسع نطاقها  لاحقًا المجلس الاقتصادى والإجتماعى في قراره  E/1999/INF/2/Add.2 المؤرخ  26 يوليوعام 1999، وراجعتها  الجمعية العامة مؤخرًا بموجب  قرارها 70/186 المؤرخ  22 ديسمبر 2015.
قد اٌنشئ فريق الخبراء الحكومى الدولى المعنى بقوانين وسياسات حماية المستهلك لمراقبة تنفيذ المبادئ التوجيهية وتوفير منتدى للمشاورات واعداد الأبحاث والدراسات وتوفير المساعدة الفنية واجراء مراجعات النظراء الطوعية وتحديث المبادئ التوجيهية للأمم المتحدة بشأن حماية المستهلك اسبوعيا،  تم عقد اجتماعه الأول في 17 و18 من أكتوبر عام 2016 في جينيف تحت اشراف  مؤتمر الأمم المتحدة للتجارة والتنمية.

## تاريخها
قد تم اعتماد مبادئ الأمم المتحدة التوجيهية لحماية المستهلك بالإجماع عام 1985، وجاء ذلك عقب حملة طويلة قامت بها جمعيات المستهلكين في العديد من البلدان مع منظمة المستهلكين الدولية (التي كانت معروفة آنذاك باسم المنظمة الدولية لإتحادات المستهلكين منذ تأسيسها عام 1960 والتي تمنح مركزًا استشاريًا عامًا من قبل اللجنة الاقتصادية والاجتماعية عام 1977)، والتي تقوم بدور المحاور مع الولايات المتحدة بعد أن استدعتها لإعداد مدونة نموذجية لحماية المستهلكين في مؤتمرها العالمى في سيدنى عام 1975.
وقد أدى ذلك عام 1977 إلى إنشاء المجلس الاقتصادى والإجتماعى بتوجيه الأمين العام لإعداد دراسة استقصائية للمؤسسات الوطنية والتشريعية في نطاق حماية المستهلك، وفي عام 1981، طلب المجلس استكمال المشاورات بشأن حماية المستهلك بغية إعداد مجموعة من المبادئ التوجيهية العامة ولاسيما مع مراعاة احتياجات البلدان النامية، وقد تم تعميم مشروع المبادئ التوجيهية على الحكومات للتعليق عليها عام 1982، المقدم إلى المجلس الإقتصادى والإجتماعى عام 1983، استنادًا إلى عدة مصادر بما فيهم منظمة التعاون الاقتصادي والتنمية وشرعة الولايات المتحدة لحقوق المستهلك ومواد من هيئات وطنية لحماية المستهلك وجمعيات المستهلكين.
وفي عام 1999 قد وُسِع نطاق مبادئ الأمم المتحدة التوجيهية لحماية المستهلك إلى حد كبير ليشمل قسم جديد للاستهلاك المستدام.
في يوليو2012، قرر أول اجتماع خبراء مُخصص بشأن حماية المستهلك أن مؤتمر الأمم المتحدة للتجارة والتنمية عليه ان يبدأ عملية التشاور في مراجعة مبادئ الأمم المتحدة التوجيهية لحماية المستهلك ونتيجة لهذا التشاور والدعوة للإسهامات، اصدرت الامانة العامة لمؤتمر الأمم المتحدة للتجارة والتنمية التقرير المتعلق بتنفيذ مبادئ الأمم المتحدة التوجيهية لحماية المستهلك (1985-2013).
ناقش الاجتماع الثانى، الذي عُقِد في يوليوعام 2013 برئاسة فرنسا، هذا التقرير ونتائجه واقترح إنشاء أربعة افرقة عمل مُتمثلة في: التجارة الالكترونية، والخدمات المالية، ومسائل أخرى وتطبيقها، والتي ستندرج داخل تقرير الأمانة العامة لمؤتمر الأمم المتحدة للتجارة والتنمية وطرق مراجعة مبادئ الأمم المتحدة التوجيهية لحماية المستهلك لتقديمها إلى المؤتمر الاستعراضى السابع للأمم المتحدة لمراجعة جميع الجوانب المتعلقة بمجموعة المبادئ المتفق عليها اتفاقًا متعدد الأطراف وقواعد من أجل مكافحة الممارسات التجارية التقييدية.
في يوليوعام 2013، ناقش الاجتماع الثالث التقرير ونتائجه بالإضافة إلى مسائل أخرى سُلِطت عليها الأضواء من قبل الدول الأعضاء والجهات المعنية كمرشحين لإدراج مقترح لمراجعة مبادئ الأمم المتحدة التوجيهية لحماية المستهلك وتم التفاوض بشأن نصًا بين خبراء حماية المستهلك وبعثات دبلوماسية في جينيف في الفترة بين يناير ويونيوعام 2015 .
اعتمد بالاجماع المؤتمر السابع للأم المتحدة لمراجعة جميع الجوانب المتعلقة بمجموعة المبادئ المتفق عليها اتفاقًا متعدد الأطراف وقواعد من أجل مكافحة الممارسات التجارية التقييدية، الذي عُقِد في جينيف من 6 إلى 10 يوليوعام 2015، مشروع القرار المتعلق بحماية المستهلك ومبادئ الأمم المتحدة التوجيهية المنقحة لحماية المستهلك  ودعت الجمعية العامة للأمم المتحدة خلال دورتها السبعين عام 2015 إلى النظر في اعتماد مبادئ الأمم المتحدة التوجيهية المنقحة  لحماية المستهلك كما هومُرفق لهذا التقرير.
اعتمدت الجمعية العامة القرار بشأن حماية المستهلك ومبادئ الأمم المتحدة التوجيهية لحماية المستهلك المرفقة،  في 22 ديسمبر عام 2015 .

## مزيد من الإطلاع
- Harland، David (سبتمبر 1987). "The United Nations Guidelines for Consumer Protection". Journal of Consumer Policy. ج. 10 ع. 3: 245–266. DOI:10.1007/bf00411533. مؤرشف من الأصل في 2020-01-26.

## وصلات خارجية
- مبادئ الأمم المتحدة التوجيهية لحماية المستهلك
- سياسات المنافسة وحماية المستهلك